# Naman
Naman is een bestuurslaag in het regentschap Karo van de provincie Noord-Sumatra, Indonesië. Naman telt 1499 inwoners (volkstelling 2010).